# Leakey (Texas)
|  | Dieser Artikel wurde aufgrund von inhaltlichen Mängeln auf der Qualitätssicherungsseite des Projektes USA eingetragen. Hilf mit, die Qualität dieses Artikels auf ein akzeptables Niveau zu bringen, und beteilige dich an der Diskussion! Eine nähere Beschreibung der zu behebenden Mängel fehlt. |

Leakey ist eine Ortschaft und Sitz der Countyverwaltung (County Seat) im Real County, im US-Bundesstaat Texas in den Vereinigten Staaten. Das U.S. Census Bureau hat bei der Volkszählung 2020 eine Einwohnerzahl von 315 ermittelt.

## Persönlichkeiten
Der Mathematiker Howard Elton Lacey (1937–2013) wurde in Leakey geboren.